# Benedetto Cappelletti
Benedetto Cappelletti (auch Benedetto Capelletti; * 2. November 1764 in Rieti; † 15. Mai 1834 ebenda) war ein italienischer Geistlicher, Bischof von Rieti und Kardinal der Römischen Kirche.

## Leben

### Herkunft und frühe Jahre
Er entstammte einer Familie des Landadels und war der Sohn des Barons Muzio Cappelletti und dessen Ehefrau Caterina Colelli. Seine erste Bildung erfuhr er durch die Benediktiner der Abtei Montecassino. Nachdem er die Priesterweihe empfangen hatte, ernannte Papst Pius VI. ihn zum Geheimkämmerer sowie zum Koadjutor-Kanoniker des Prälaten Benedetto Stay (1715–1801) an der Basilika Santa Maria Maggiore. Nach dem Tod des Prälaten am 24. Februar 1801 stieg Benedetto Cappelletti zum Kanoniker der päpstlichen Basilika auf. Er war am 4. Februar 1801 Mitbegründer der Akademie für die katholische Religion. Nach der Erhebung des Nuntius in Madrid, Filippo Casoni, zum Kardinal am 23. Februar desselben Jahres überbrachte Cappelletti diesem das rote Birett. Am 15. Juli 1802 trat Benedetto Cappelletti als Referendar an den Gerichtshöfen der Apostolischen Signatur in den Dienst der Kurie.

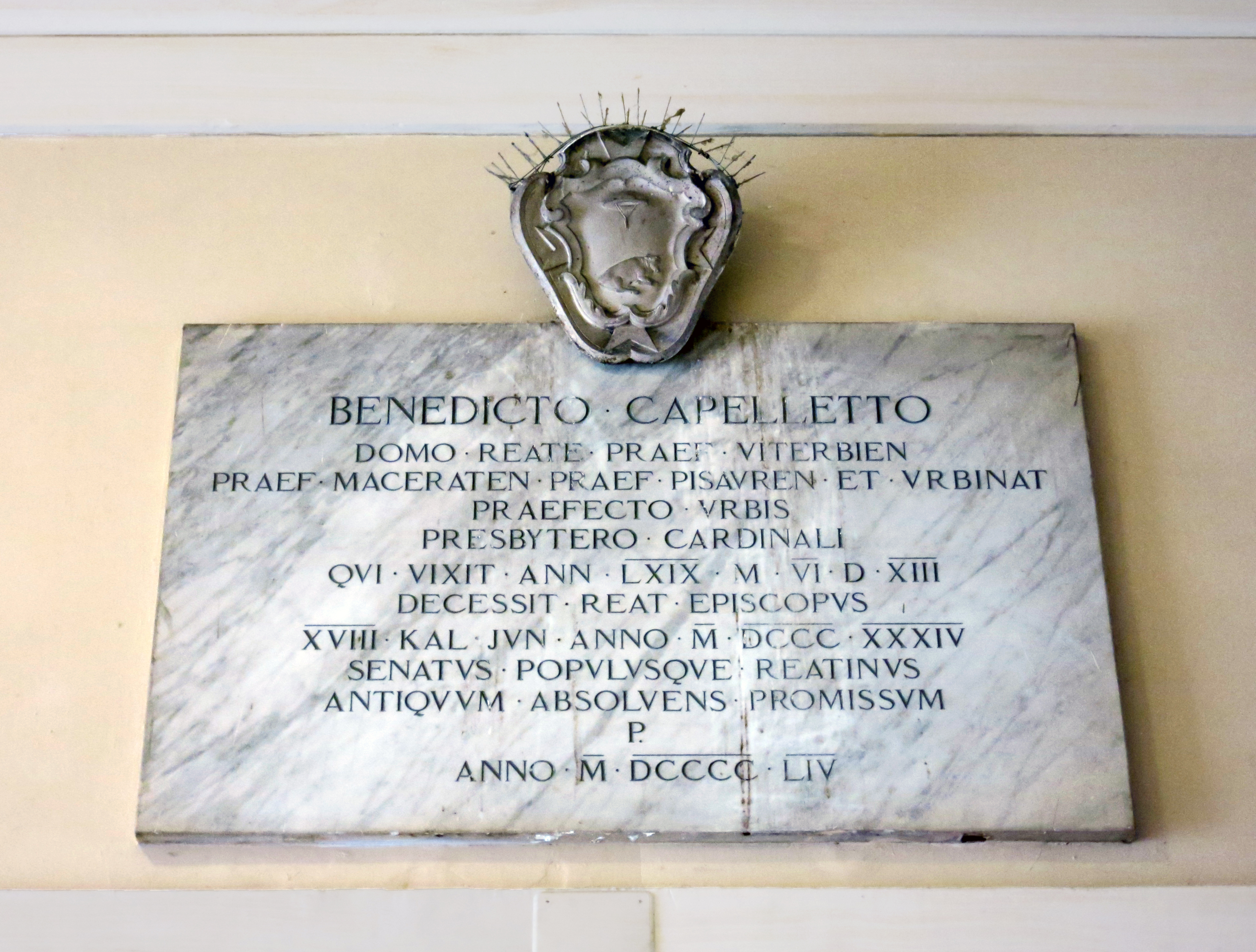
Gedenktafel an Benedetto Cappelletti am Rathaus von Rieti (1954)

### Kirchliche Laufbahn
Benedetto Cappelletti war Relator der Kongregation für die Güterverwaltung sowie Apostolischer Protonotar. Da er während der französischen Besetzung Roms den Eid auf die napoleonische Herrschaft verweigerte, wurde er 1810 nach Piacenza und zwei Jahre später auf die Insel Capraia verbannt. Im Mai 1814 findet er sich wiederum als Mitglied der Kommission für die kirchliche Güterverwaltung und im September desselben Jahres als Apostolischer Delegat in Viterbo, im November 1818 als Apostolischer Delegat in Macerata und im März 1823 als solcher in Urbino, zudem war er Apostolischer Delegat in Pesaro. Ab dem 1. Februar 1829 war er Gouverneur der Stadt Rom und Vize-Camerlengo der Römischen Kirche. Dies wurde auch während der Sedisvakanz am 11. Februar 1829 vom Kardinalskollegium bestätigt. In dieser Position blieb er bis zum 2. Juli 1832.

### Kardinal und Bischof
Im Konsistorium vom 30. September 1831, dem ersten von Papst Gregor XVI. abgehaltenen Konsistorium, erhob der neugewählte Papst ihn in pectore zum Kardinal. Bekanntgegeben wurde das anlässlich des Konsistoriums vom 2. Juli 1832. Den Kardinalshut erhielt Benedetto Cappelletti am 5. Juli desselben Jahres, und am 17. Dezember 1832 wurde ihm San Clemente als Titelkirche verliehen.
Benedetto Cappelletti wurde am 29. Juli 1833 zum Bischof seiner Geburtsstadt Rieti ernannt. Die Bischofsweihe spendete ihm am 15. August desselben Jahres in der römischen Kirche Santa Maria in Campitelli Kardinal Pietro Francesco Galleffi; Mitkonsekratoren waren Giuseppe Della Porta Rodiani, Lateinischer Patriarch von Konstantinopel und Vizegerent von Rom, sowie Gabriele Ferretti, Nuntius im Königreich beider Sizilien.
Er starb, bereits bei Antritt des Bischofsamtes schwer erkrankt, an seinem Bischofssitz und wurde in der Kathedrale von Rieti beigesetzt.